# Huberto I de Baviera
Huberto I de Baviera, llamado también Hugoberto, fue duque de Baviera de la dinastía Agilolfinga desde el 724 hasta el 736.

## Biografía
Fue hijo de Teodeberto I de Baviera. La prematura muerte de su predecesor, su tío Grimaldo I de Baviera, dejó grandes problemas a sus sucesores. Carlos Martel trató de aprovechar la situación para aumentar su poder en el ducado, por lo que Huberto se vio forzado a ceder parte de su territorio, y, por un cierto tiempo, las leyes bávaras eran pronunciadas en nombre del rey merovingio Teodorico IV.
Huberto puso en marcha los planes de sus predecesores, que consistían en crear una iglesia independiente en Baviera. Cumplió su objetivo gracias a la cristianización operada en su territorio por San Bonifacio y llamando nuevamente a San Corbiniano de Frisinga.
| Predecesor: Grimaldo I | Duque de Baviera 724-736 | Sucesor: Odilón |